# アレセイア
『アレセイア』は、日本の音楽ユニット、eufoniusの11枚目のアルバム。2011年10月26日にティームエンタテインメントから発売された。

## 概要
前作『bezel』以来5ヵ月ぶりのミニアルバムであり、eufoniusが初めてティームエンタテインメントから出したアルバムである。収録曲9曲のうち5曲がゲームタイアップ、3曲が新曲、1曲がシングルのカップリング曲であり、多様な曲調の楽曲が収録されたポップなアルバムとなっている。
アルバムタイトルの『アレセイア』はギリシア語で「真理（Aletheia）」の意味である。
ジャケットイラストはシングル「ディヴィニティ」に引き続き岸田メルが担当している。

## 収録曲
1、5以外は作詞：riya、作曲・編曲：菊地創。
1は作曲・編曲：菊地創。
5は作詞・作曲：riya、編曲：菊地創。
1. roop [1:24]
eufoniusのアルバムでは恒例の、歌詞のないイントロ曲である[1]。
2. アレセイア [4:39]
PCゲーム『いろとりどりのセカイ』OP主題歌。
3. 星のパルス [4:40]
PCゲーム、PS2、PSP『Canvas3 〜白銀のポートレート〜』ED主題歌。
4. キリヒトハ  [4:49]
アルバムの発売時期に合わせて秋の季節感を表現した新曲であり、タイトルは秋の季語「桐一葉」に由来する[1]。
5. Lull [5:22]
数年ぶりとなるriya作曲の新曲である[1]。
6. ディヴィニティ [5:01]
オンラインゲーム『メイプルストーリー』マンスリーテーマ。
7. この声が届いたら [4:39]
PCゲーム、PS2、PSP『Canvas3 〜白銀のポートレート〜』OP主題歌。
8. 君に逢えたから [5:18]
PCゲーム『いろとりどりのセカイ』ED主題歌。
9. natalis [4:27]
シングル「ディヴィニティ」のカップリング曲。

## 参加ミュージシャン
- Bass - 渡辺等（#1, 4-6）、友知丈治（#8）
- Piano - ただすけ（#2, 4, 7, 8）
- Guitar - 高山一也（#2, 3, 6, 7, 9）、朝井泰生（#4, 8）
- Drum - 矢吹正則（#4）
- Cembalo - ただすけ（#5）
- Strings - 西川八重カルテット（#5）
- Violin - 西川八重（#7, 8）
- Chorus - riya
- All Other Instruments - 菊地創